# Эдера
Э́дера (итал. L'Edera — букв. «плющ») — итальянская теленовелла, одна из первых мыльных опер этой страны. В Италии сериал транслировался весной 1992 года на телеканале Canale 5 и имел необычайный успех.
В России сериал был впервые показан на телеканале РТР с 8 октября 1994 по 26 февраля 1995 года. Показ проходил по субботам и воскресеньям в дневное время. В 2009 году на канале «Домашний» состоялся повторный показ, сначала в утреннее время, затем ночью. В 2010 году на канале «ТНВ» был показан на татарском языке.

## Сюжет
Теленовелла повествует о молодой девушке Эдере, которая с рождения воспитывалась в монастыре.
Когда Эдере исполняется 20 лет, она уходит из монастыря, и устраивается на работу в бутик синьорины Бенти. Там у Эдеры появляется подруга Чинция, с которой они живут вместе. Там же Эдера знакомится с парнем Андреа, который влюбляется в Эдеру.
Но у Андреа, который родом из очень состоятельной семьи, уже есть невеста Клаудия, которую ему навязала его мать Леона, и которая не хочет, чтобы Андреа был с Эдерой.
Родной отец Эдеры нанимает частного детектива, чтобы тот нашел дочь. После долгих поисков выясняется, что отец Эдеры — Синьор Валерио, деверь Леоны. Сериал получил название «Эдера», поскольку медальон, подаренный матерью Эдере, имел форму листика плюща, и дал имя новорожденной девочке. Именно медальон ставит точку в поисках дочери синьора Валерио.

## В ролях
- Аньезе Нано — Эдера
- Никола Фаррон — Андреа
- Мария Розария Омаджо — Леона (мать Андреа)
- Диди Перего — Матильда
- Фернандо Ильбек — Валерио Сатти (отец Эдеры)
- Ванни Корбелини — Джулио Джуральди
- Кларисса Берт — Мелоди Дела Фуэнте
- Джакомо Фуриа — инспектор Гаэтано Манетти
- Орсо Мария Гуэррини — дон Ральф Кариотис